# Bothrops cotiara
La cotiara (Bothrops cotiara) también denominada comúnmente yarará de vientre negro, yarará panza negra, yararaca de barriga preta, o coatiariña, es una especie de serpiente venenosa del género Bothrops, de la subfamilia de las víboras de foseta. Habita en selvas serranas del centro-este de Sudamérica.

## Taxonomía
Esta especie fue descrita originalmente en el año 1913 por el herpetólogo J. F. Gomes, bajo el nombre científico de Lachesis cotiara.
Localidad tipo
La localidad tipo es: Núcleo Colonial Cruz Machado, Marechal Mallet, Estado de Paraná, Brasil.
Historia taxonómica
Durante el siglo XX fue incluida en el género Bothrops, formando parte del grupo de especies ‘alternatus’, pero en 2009 fue trasladada a Rhinocerophis. Finalmente, en el año 2012, luego de una revisión de la morfología, filogenia y taxonomía de las serpientes bothropoides sudamericanas, las especies de ese género fueron nuevamente reincorporadas a Bothrops.

## Distribución y hábitat
Habita en los estados del este del Brasil, desde el sur de Río de Janeiro y Minas Gerais, siguiendo por São Paulo, Paraná, Santa Catarina, hasta el norte de Río Grande del Sur. Fuera de Brasil sólo habita en el nordeste de la Argentina, donde se la categoriza como «en peligro» (se propone elevarla a «en peligro crítico»), con una distribución restringida a las selvas planaltenses del este de la provincia de Misiones, en el nordeste de la mesopotamia, con registros en los departamentos de: Guaraní, General Belgrano y San Pedro. Es característica de la ecorregión terrestre selva de pino Paraná.

## Características generales y costumbres
Bothrops cotiara es una especie terrestre, nocturna y crepuscular. Se alimenta de pequeños roedores, marsupiales, aunque puede aprovecharse de otros reptiles y aves, dada la oportunidad. 
Es de reproducción vivípara. Su longitud máxima alcanza los 120 cm. Se caracteriza por tener el vientre de color negro.